# In the Weeds
In the Weeds is een Amerikaanse romantische komedie uit
2000.

## Verhaal
Martha begint aan haar eerste werknacht in het klasserestaurant Soho bistro in New York. Chloe leidt haar rond en stelt haar voor aan de collega's. Adam is een toneelschrijver in spe met een onzekere (ex-)vriendin. Marlon is een jonge acteur die ervan overtuigd is binnenkort door te zullen breken. Eigenaar van de zaak is de vervelende Simon. Hij brengt een potentiële investeerder mee. De avond leidt tot een explosieve climax.

## Rolbezetting
| Acteur           | Personage |
| ---------------- | --------- |
| Joshua Leonard   | Adam      |
| Molly Ringwald   | Chloe     |
| Ellen Pompeo     | Martha    |
| Michael Silver   | Marlon    |
| Sam Harris       | Jonathan  |
| Eric Bogosian    | Simon     |
| John Paul Pitoc  | Chris     |
| Bonnie Root      | Beckie    |
| Kirk Acevedo     | Kurt      |
| Godfrey          | Stan      |
| Peter Riegert    | Barry     |
| Caroleen Feeney  | Alice     |
| Lenny Citrano    | Jack      |
| Bridget Moynahan | Amy       |
| Rene Millan      | Hector    |